# كيفن ليليانا
كيفن ليليانا (بالإندونيسية: Kevin Lilliana)‏ هي عارضة إندونيسية، ولدت في 5 يناير 1996 في باندونغ في إندونيسيا.